# اللجنة الخاصة بإنهاء الاستعمار
لجنة الأمم المتحدة المعنية بتنفيذ إعلان منح الاستقلال لدولة وشعوب مستعمرة، أو اللجنة الخاصة بإنهاء الاستعمار (C-24) هي لجنة تابعة للجمعية العامة للأمم المتحدة. وهي مكرسة خصيصًا من أجل مسألة إنهاء الاستعمار.

## تاريخها
عندما أُنشئت الأمم المتحدة، كان هناك 750 مليون شخصًا يعيشون في أقاليم لا تتمتع بالحكم الذاتي. لكن، تضمن ميثاق الأمم المتحدة، في الفصل الحادي عشر منه، أحكامًا تدعو إلى الاعتراف بحقوق سكان الأقاليم التي تخضع لحكم دوله الأعضاء. دعت هذه الدول الأعضاء إلى المساعدة في تأسيس حكم ذاتي عبر تطوير المؤسسات السياسية الحرة، إلى جانب مراعاة التطلعات السياسية للشعب.
أنشأ الميثاق أيضًا، في الفصل الثاني عشر منه، نظام الوصاية الدولي. سمح هذا النظام بإدارة الأقاليم الخاضعة لحكم الأمم المتحدة والإشراف عليها من قبل دول أعضاء ترغب في منح الاستقلال لأملاكها المستعمرة. كانت هذه الأقاليم «المشمولة بالوصاية» تدار من قبل مجلس وصاية الأمم المتحدة، الذي أُنشئ بموجب الفصل الثالث عشر من الميثاق.
على أمل تسريع عملية إنهاء الاستعمار، أصدرت الجمعية العامة القرار 1514(الدورة 15)، المعروف أيضًأ بإعلان منح الاستقلال للدول والشعوب المستعمرة. نص الإعلان على أن جميع الشعوب تمتلك حق تقرير مصيرها، وأنه يجب اتخاذ إجراءات فورية من أجل إنهاء الاستعمار دون قيود وشروط.

### الأعضاء
في 27 نوفمبر عام 1961، أنشأت الجمعية العامة سلفًا للجنة الخاصة الحديثة من خلال القرار 1654(الدورة 19). أسس هذا القرار لجنة خاصة من 17 عضوًا لاختبار تطبيق الإعلان ولتفديم توصيات عن كيفية تنفيذه بشكل أفضل. الدول التالية هي الدول الأعضاء الأولى:
- أستراليا
- كمبوديا
- إثيوبيا
- الهند
- إيطاليا
- مدغشقر
- مالي
- بولندا
- سوريا
- تنجانيقا
- تونس
- اتحاد الجمهوريات السوفيتية الاشتراكية
- المملكة المتحدة لبريطانيا العظمى وأيرلندا الشمالية
- الولايات المتحدة
- الأوروغواي
- فنزويلا
- يوغوسلافيا

في 7 ديسمبر عام 1962، أضافت الجمعية العامة سبعة مقاعد للجمعية، ليصبح العدد الكامل للأعضاء يصل إلى 24 عضوًا. يستخدم هذا الرقم عند وصف الجمعية على الرغم من أنها تمتلك حاليًا 29 عضوًا إذ تألفت الجمعية منذ عام 1962 حتى عام 2004 من 24 عضوًا، أي أغلبية الوقت الذي مضى على تأسيسها. جرى توسيعها مجددًا في عام 2004، و2008 و2010.

### العقود الدولية لإنهاء الاستعمار
في عام 1990، أعلنت الجمعية العامة العقد الممتد بين 1990-2000 على أنه العقد الدولي للقضاء على الاستعمار من خلال القرار 43/47، والهدف النهائي هو التنفيذ الكامل لإعلان منح الاستقلال للدول والشعوب المستعمرة.
اعتمدت الجمعية العامة تقرير الأمين العام بتاريخ 13 ديسمبر 1991 بوصفه خطة عمل العقد.
في 8 ديسمبر عام 2000، بدأت الجمعية العامة بإعلان العقد الدولي الثاني للقضاء على الاستعمار، الذي يمتد منذ عام 2001 حتى عام 2010 من خلال القرار 55/146. دعا القرار الدول الأعضاء إلى مضاعفة جهودها من أجل تحقيق خطة العمل خلال العقد الثاني.
في 10 ديسمبر عام 2010، أعلنت الجمعية العامة 2010-2020 على أنه العقد الدولي الثالث للقضاء على الاستعمار من خلال القرار 65/119. دعا القرار الدول الأعضاء إلى تكثيف جهودها من أجل استمرار تنفيذ خطة العمل خلال العقد الثالث.

## أدوات العمل
تعقد اللجنة جلستها الرئيسية في نيويورك في شهر يونيو، إلى جانب مؤتمر سنوي في البحر الكاريبي والمحيط الهادئ مرة كل سنتين. في عام 2018، عُقد المؤتمر في سانت جورجز، غرينادا.
في كل جلسة رئيسية، تراجع اللجنة قائمة الأقاليم التي يمكن أن يطبق عليها إعلان منح استقلال الشعوب والدول المستعمرة وتقدم توصيات عن طريقة تنفيذه ونشر معلومات عامة حول إنهاء الاستعمار للسكان المحليين. تستمع أيضًا إلى تصريحات من الأقاليم التي لا تتمتع بحكم ذاتي، وترسل بعثات إلى هذه الأقاليم وتنظم مؤتمرات عن الوضع السياسي والاقتصادي والاجتماعي في تلك الأقاليم.
ترسل اللجنة تقارير إلى الجمعية العامة عن أعمالها عبر اللجنة الرابعة (لجنة المسائل السياسية الخاصة وإنهاء الاستعمار).
في 22 يونيو 2023 ، بينما تتمتع بورتوريكو حاليًا بوضع دولة حرة مرتبطة بالولايات المتحدة ، تدعو اللجنة الخاصة للأمم المتحدة مرة أخرى حكومة الولايات المتحدة لتحمل مسؤوليتها واتخاذ التدابير التي تسمح لبورتوريكو لممارسة حقهم في تقرير المصير والاستقلال ، وكذلك اتخاذ قرارات سيادية ، من أجل تلبية الاحتياجات الاقتصادية والاجتماعية للبلاد على وجه السرعة..

## أعضاء المكتب[14]
| السنة | الرئيس                                                      | نواب الرئيس                                                                                                 | المقرر                                               |
| 2024  | مينيسا رمبالي (سانت لوسيا)                                  | إرنستو سوبيرون غوزمان (كوبا) أرماناثا كريستياوان ناسير (إندونيسيا) مايكل إمران كانو (سيراليون)              | قُصيّ الضَّحَّاك (الجمهورية العربية السورية)               |
| 2023  | مينيسا رمبالي (سانت لوسيا)                                  | بيدرو لويس بيدروسو كويستا (كوبا) أرماناثا كريستياوان ناسير (إندونيسيا) بيدرو لويس بيدروسو كويستا (سيراليون) | بسّام صبّاغ (الجمهورية العربية السورية)                |
| 2022  | كيشا أنيا مكغواير (غرينادا)                                 | بيدرو لويس بيدروسو كويستا (كوبا) أرماناثا كريستياوان ناسير (إندونيسيا) بيدرو لويس بيدروسو كويستا (سيراليون) | بسّام صبّاغ (الجمهورية العربية السورية)                |
| 2021  | كيشا أنيا مكغواير (غرينادا)                                 | بيدرو لويس بيدروسو كويستا (كوبا) محمد كورنيادي كوبا (إندونيسيا) علي كابا (سيراليون)                         | بسّام صبّاغ (الجمهورية العربية السورية)                |
| 2020  | كيشا أنيا مكغواير (غرينادا)                                 | آنا سيلبيا رودريغيس (كوبا) ديان تريانسياه دجاني (إندونيسيا) علي كابا (سيراليون)                             | بشار الجعفري (الجمهورية العربية السورية)             |
| 2019  | كيشا أنيا مكغواير (غرينادا)                                 | آنا سيلبيا رودريغيس (كوبا) ديان تريانسياه دجاني (إندونيسيا) فرانسيس مصطفى كاي - كاي (سيراليون)              | بشار الجعفري (الجمهورية العربية السورية)             |
| 2018  | والتون ألفونسو وبسون (أنتيغوا وبربودا)                      | أنايانسي رودريغيس كاميخو (كوبا) ديان تريانسياه دجاني (إندونيسيا) أديكالي فوداي سوماه (سيراليون)             | بشار الجعفري (الجمهورية العربية السورية)             |
| 2017  | رافائيل داريو راميريس كارينيو (جمهورية فنزويلا البوليفارية) | أنايانسي رودريغيس كاميخو (كوبا) ديان تريانسياه دجاني (إندونيسيا) أديكالي فوداي سوماه (سيراليون)             | بشار الجعفري (الجمهورية العربية السورية)             |
| 2016  | رافائيل داريو راميريس كارينيو (جمهورية فنزويلا البوليفارية) | رودولفو رييس رودريغيس (كوبا) ديان تريانسياه دجاني (إندونيسيا) فاندي شيدي ميناه (سيراليون)                   | بشار الجعفري (الجمهورية العربية السورية)             |
| 2015  | خافيير لاسو مندوزا (إكوادور)                                | رودولفو رييس رودريغيس (كوبا) ديسرا بيركايا (إندونيسيا) فاندي شيدي ميناه (سيراليون)                          | بشار الجعفري (الجمهورية العربية السورية)             |
| 2014  | خافيير لاسو مندوزا (إكوادور)                                | رودولفو رييس رودريغيس (كوبا) شيكو م. توراي (سيراليون)                                                       | بشار الجعفري (الجمهورية العربية السورية)             |
| 2013  | دييغو موريخون (إكوادور)                                     | رودولفو رييس رودريغيس (كوبا) شيكو م. توراي (سيراليون)                                                       | بشار الجعفري (الجمهورية العربية السورية)             |
| 2012  | دييغو موريخون (إكوادور)                                     | بيدرو نونييس موسكويرا (كوبا) شيكو م. توراي (سيراليون)                                                       | بشار الجعفري (الجمهورية العربية السورية)             |
| 2011  | السيد فرانسيسكو كاريون - مينا (إكوادور)                     | بيدرو نونييس موسكويرا (كوبا) روبرت س. د. دافيز (سيراليون)                                                   | بشار الجعفري (الجمهورية العربية السورية)             |
| 2010  | دوناتوس كيث سانت إيمي (سانت لوسيا)                          | بيدرو نونييس موسكويرا (كوبا) روبرت س. د. دافيز (سيراليون)                                                   | بشار الجعفري (الجمهورية العربية السورية)             |
| 2009  | ر. م. مارتي م. ناتاليغاوا (إندونيسيا)                       | أبيلاردو مورينو فرنانديس (كوبا) روبرت س. د. دافيز (سيراليون)                                                | بشار الجعفري (الجمهورية العربية السورية)             |
| 2008  | ر. م. مارتي م. ناتاليغاوا (إندونيسيا)                       | رودريغو مالمييركا دياس (كوبا) لوك جوزيف أوكيو (الكونغو)                                                     | بشار الجعفري (الجمهورية العربية السورية)             |
| 2007  | مرغريت هيوز فراري (سانت فنسنت وجزر غرينادين)                | رودريغو مالمييركا دياس (كوبا) لوك جوزيف أوكيو (الكونغو)                                                     | بشار الجعفري (الجمهورية العربية السورية)             |
| 2006  | جوليان روبرت هونتي (سانت لوسيا)                             | رودريغو مالمييركا دياس (كوبا) لوك جوزيف أوكيو (الكونغو)                                                     | ميلاد عطية (الجمهورية العربية السورية)               |
| 2005  | جوليان روبرت هونتي (سانت لوسيا)                             | أورلاندو ريكيخو غوال (كوبا) لوك جوزيف أوكيو (الكونغو)                                                       | فيصل مقداد (الجمهورية العربية السورية)               |
| 2004  | روبرت غوبا أيسي (بابوا غينيا الجديدة)                       | أورلاندو ريكيخو غوال (كوبا) لوك جوزيف أوكيو (الكونغو)                                                       | فيصل مقداد (الجمهورية العربية السورية)               |
| 2003  | أُرل ستيفــن هنتلــي (سانت لوسيا)                            | برونو رودريغس باريا (كوبا) برنار تانوه - بوتشويه (كوت ديفوار)                                               | فيصل مقداد (الجمهورية العربية السورية)               |
| 2002  | أُرل ستيفــن هنتلــي (سانت لوسيا)                            | برونو رودريغس باريا (كوبا) برنار تانوه - بوتشويه (كوت ديفوار)                                               | فيصل مقداد (الجمهورية العربية السورية)               |
| 2001  | جوليان روبرت هونتي (سانت لوسيا)                             | برونو رودريغس باريا (كوبا) برنار تانوه - بوتشويه (كوت ديفوار)                                               | فيصل مقداد (الجمهورية العربية السورية)               |
| 2000  | بيتر د. دونيغي (بابوا غينيا الجديدة)                        | برونو رودريغس باريا (كوبا) برنار تانوه - بوتشويه (كوت ديفوار)                                               | فيصل مقداد (الجمهورية العربية السورية)               |
| 1999  | بيتر د. دونيغي (بابوا غينيا الجديدة)                        | برونو رودريغس باريا (كوبا) مختار عون (مالي)                                                                 | فيصل مقداد (الجمهورية العربية السورية)               |
| 1998  | أوتولا أوتوك سامانا (بابوا غينيا الجديدة)                   | برونو رودريغس باريا (كوبا) مختار عون (مالي)                                                                 | فيصل مقداد (الجمهورية العربية السورية)               |
| 1997  | أوتولا أوتوك سامانا (بابوا غينيا الجديدة)                   | برونو رودريغس باريا (كوبا) مختار عون (مالي)                                                                 | فاروق العطار (الجمهورية العربية السورية)             |
| 1996  | أليمامي بالو بانغورا (سيراليون)                             | برونو رودريغس باريا (كوبا) أوتولا أوتوك سامانا (بابوا غينيا الجديدة)                                        | فاروق العطار (الجمهورية العربية السورية)             |
| 1995  | أوجيني م. بورسو (غرينادا)                                   | برونو رودريغس باريا (كوبا) أليمامي بالو بانغورا (سيراليون)                                                  | فاروق العطار (الجمهورية العربية السورية)             |
| 1994  | ريناغي ريناغي لوهيا (بابوا غينيا الجديدة)                   | فرناندو راميريس دي إستنوس بارسييلا (كوبا) أندرو ج. بنغالي (سيراليون)                                        | فاروق العطار (الجمهورية العربية السورية)             |
| 1993  | ريناغي ريناغي لوهيا (بابوا غينيا الجديدة)                   | ألسيبياديس هيدالغو باسولتو (كوبا) أندرو ج. بنغالي (سيراليون) ألكسندر سلابي (الجمهورية التشيكية)             | فاروق العطار (الجمهورية العربية السورية)             |
| 1992  | ريناغي ريناغي لوهيا (بابوا غينيا الجديدة)                   | ريكاردو آلاركون دي كيسادا (كوبا) أندرو ج. بنغالي (سيراليون) ألكسندر سلابي (تشيكوسلوفاكيا)                   | محمد نجدة شهيد (الجمهورية العربية السورية)           |
| 1991  | تسفاي تاديسي (إثيوبيا)                                      | ريكاردو آلاركون دي كيسادا (كوبا) سفيري ج. بيرغ يوهانسن (النرويج) ألكسندر سلابي (تشيكوسلوفاكيا)              | محمد نجدة شهيد (الجمهورية العربية السورية)           |
| 1990  | تسفاي تاديسي (إثيوبيا)                                      | ريكاردو آلاركون دي كيسادا (كوبا) سفيري ج. بيرغ يوهانسن (النرويج) ألكسندر سلابي (تشيكوسلوفاكيا)              | محمد نجدة شهيد (الجمهورية العربية السورية)           |
| 1989  | تسفاي تاديسي (إثيوبيا)                                      | أوسكار أوراماس أوليبا (كوبا) سفيري ج. بيرغ يوهانسن (النرويج) لوبومير دوليج (تشيكوسلوفاكيا)                  | محمد نجدة شهيد (الجمهورية العربية السورية)           |
| 1988  | تسفاي تاديسي (إثيوبيا)                                      | أوسكار أوراماس أوليبا (كوبا) سفيري ج. بيرغ يوهانسن (النرويج) تاتيانا بروسناكوفا (تشيكوسلوفاكيا)             | أحمد فاروق عرنوس (الجمهورية العربية السورية)         |
| 1987  | تسفاي تاديسي (إثيوبيا)                                      | أوسكار أوراماس أوليبا (كوبا) ستين سترومهولم (السويد) برونسلاف كولاوييك (تشيكوسلوفاكيا)                      | أحمد فاروق عرنوس (الجمهورية العربية السورية)         |
| 1986  | برهانو دينكا (إثيوبيا)                                      | أوسكار أوراماس أوليبا (كوبا) ستين سترومهولم (السويد) برونسلاف كولاوييك (تشيكوسلوفاكيا)                      | أحمد فاروق عرنوس (الجمهورية العربية السورية)         |
| 1985  | عبد القادر كوروما (سيراليون)                                | أوسكار أوراماس أوليبا (كوبا) يان لوندفيك (السويد) ييري بولز (تشيكوسلوفاكيا)                                 | أحمد فاروق عرنوس (الجمهورية العربية السورية)         |
| 1984  | عبد القادر كوروما (سيراليون)                                | راوول روا - كوري (كوبا) يان لوندفيك (السويد) ييري بولز (تشيكوسلوفاكيا)                                      | محمد فاروق أدهمي (الجمهورية العربية السورية)         |
| 1983  | عبد القادر كوروما (سيراليون)                                | راوول روا - كوري (كوبا) أوليه بيتر كولبي (النرويج) ييري بولز (تشيكوسلوفاكيا)                                | محمد فاروق أدهمي (الجمهورية العربية السورية)         |
| 1982  | فرانك عبد الله (ترينيداد وتوباغو)                           | عبد القادر كوروما (سيراليون) أوليه بيتر كولبي (النرويج) ستيفان كالينا (تشيكوسلوفاكيا)                       | محمد فاروق أدهمي (الجمهورية العربية السورية)         |
| 1981  | فرانك عبد الله (ترينيداد وتوباغو)                           | نيلز بيتر جورج هيلسكوف (الدانمرك) ستيفان كالينا (تشيكوسلوفاكيا) عبد القادر كوروما (سيراليون)                | محمد فاروق أدهمي (الجمهورية العربية السورية)         |
| 1980  | فرانك عبد الله (ترينيداد وتوباغو)                           | جورج غيلاغا - كينغ (سيراليون) نيلز بيتر جورج هيلسكوف (الدانمرك) فرانتيسيك بنزكا (تشيكوسلوفاكيا)             |                                                      |
| 1979  | سالم أحمد سالم (جمهورية تنزانيا المتحدة)                    | فرانك عبد الله (ترينيداد وتوباغو) أندرز أولا - ثنبورغ (السويد) نييتشو نيتشيف (بلغاريا)                      | لطف ا. حيدر (الجمهورية العربية السورية)              |
| 1978  | سالم أحمد سالم (جمهورية تنزانيا المتحدة)                    | فرانك عبد الله (ترينيداد وتوباغو) أندرز أولا - ثنبورغ (السويد) نييتشو نيتشيف (بلغاريا)                      | سامي غليل (الجمهورية العربية السورية)                |
| 1977  | سالم أحمد سالم (جمهورية تنزانيا المتحدة)                    | فرانك عبد الله (ترينيداد وتوباغو) توم ايريك فرالسن (النرويج) نييتشو نيتشيف (بلغاريا)                        | سامي غليل (الجمهورية العربية السورية)                |
| 1976  | سالم أحمد سالم (جمهورية تنزانيا المتحدة)                    | فرانك عبد الله (ترينيداد وتوباغو) توم ايريك فرالسن (النرويج) إيفان ج. غارفالوف (بلغاريا)                    | سامي غليل (الجمهورية العربية السورية)                |
| 1975  | سالم أحمد سالم (جمهورية تنزانيا المتحدة)                    | تشايدير أنور ساني (إندونيسيا) أ. دانكن كامبيل (أستراليا) إيفان ج. غارفالوف (بلغاريا)                        | فانسان ديفيد لاسي (ترينيداد وتوباغو)                 |
| 1974  | سالم أحمد سالم (جمهورية تنزانيا المتحدة)                    | مهدي إحساسي (جمهورية إيران الإسلامية) أ. دانكن كامبيل (أستراليا) إيفان ج. غارفالوف (بلغاريا)                | هوراسيو أرتياغا أكوستا (جمهورية فنزويلا البوليفارية) |
| 1973  | سالم أحمد سالم (جمهورية تنزانيا المتحدة)                    | فرانك عبد الله (ترينيداد وتوباغو) مهدي إحساسي (جمهورية إيران الإسلامية)                                     | إيفان ج. غارفالوف (بلغاريا)                          |
| 1972  | سالم أحمد سالم (جمهورية تنزانيا المتحدة)                    | فرانك عبد الله (ترينيداد وتوباغو) إيلجا هولينسكي (تشيكوسلوفاكيا)                                            | محمد حكيم أريوبي (أفغانستان)                         |
| 1971  | جيرمان نافا كاريو (فنزويلا)                                 | رفيق جويجاتي (الجمهورية العربية السورية) بروه غريبمبرغ (بلغاريا)                                            | يلما تاديسي (إثيوبيا)                                |
| 1970  | ديفيدسون س. هـ.و. نييل (سيراليون)                           | لي بولدو بنيتس (إكوادور) أسد ك. صدري (جمهورية إيران الإسلامية)                                              | س. م. س. شادها (الهند)                               |
| 1969  | محمود المستيري (تونس)                                       | مانويل بيريس - غيريرو (فنزويلا) عدنان رؤوف (العراق)                                                         | عبد الصمد غوس (أفغانستان)                            |
| 1968  | محمود المستيري (تونس)                                       | مانويل بيريس - غيريرو (فنزويلا) عدنان رؤوف (العراق)                                                         | عبد الصمد غوس (أفغانستان)                            |
| 1967  | دجون و. س. مالسيلا (جمهورية تنزانيا المتحدة)                | كاظم خلف (العراق) مانويل بيريس - غيريرو (فنزويلا)                                                           | محسن صادق إسفندياري (العراق)                         |
| 1966  | غيرشون كوليير (سيراليون)                                    | خوسيه بينييرا (شيلي) دجون مالسيلا (جمهورية تنزانيا المتحدة)                                                 | علاء الدين الجبوري (العراق)                          |
| 1965  | سوري كوليبالي (مالي)                                        | كارلوس ماريا فيلاسكيس (أوروغواي) هووت سامباث (كمبوديا)                                                      | ك. ناتوار سينغ (الهند)                               |
| 1964  | سوري كوليبالي (مالي)                                        | كارلوس ماريا فيلاسكيس (أوروغواي) فوينساي سون (كمبوديا)                                                      | ك. ناتوار سينغ (الهند)                               |
| 1963  | سوري كوليبالي (مالي)                                        | كارلوس ماريا فيلاسكيس (أوروغواي) فوينساي سون (كمبوديا)                                                      | نجم الدين الرفاعي (الجمهورية العربية السورية)        |
| 1962  | س. س. دجها (الهند)                                          | سوري كوليبالي (مالي)                                                                                        | نجم الدين الرفاعي (الجمهورية العربية السورية)        |